# Caroline-Kriterien
Die Caroline-Kriterien (nach dem US-amerikanischen Dampfer Caroline) sind die völkerrechtlich anerkannten Kriterien für die Ausübung des Rechts auf Selbstverteidigung durch Staaten. Ihre Formulierung wird auch als Webster-Formel – benannt nach dem US-amerikanischen Außenminister Daniel Webster – bezeichnet.
Diese Kriterien sind eine unmittelbare, überragende Notwendigkeit zur Selbstverteidigung, die keine Wahl der Mittel und keine Zeit zu weiterer Überlegung lässt (a necessity of self-defence, instant, overwhelming, leaving no choice of means, and no moment for deliberation). Die ergriffenen Maßnahmen dürfen nicht abwegig oder exzessiv sein (nothing unreasonable or excessive).

## Geschichte
Die Caroline-Kriterien wurden 1842 in einem diplomatischen Noten- und Briefwechsel zwischen den USA und Großbritannien fixiert. Zuvor hatte sich die Caroline/McLeod-Affäre ereignet. Britische Streitkräfte hatten im Dezember 1837 auf der US-Seite des Grenzflusses Niagara den US-amerikanischen Dampfer Caroline gewaltsam in Besitz genommen und zerstört. Die britische Regierung bekämpfte zu dieser Zeit Aufstände in Kanada. Die Aufständischen nutzten US-amerikanisches Gebiet als Rückzugsraum und riefen zur Unterstützung mit Waffen und Freiwilligen auf. Die USA hatten dagegen grundsätzlich Maßnahmen zur Wahrung ihrer Neutralität ergriffen, stießen bei der Durchsetzung aber wegen der in der eigenen Bevölkerung vorhandenen Sympathie für die Aufständischen teilweise auf Schwierigkeiten. Unstrittig war später, dass mit der Caroline etwa 1.000 Bewaffnete – hauptsächlich US-Amerikaner – auf einer Insel versammelt worden waren, die bereits britisches Hoheitsgebiet war.
Die britische Regierung erklärte die nächtliche Erstürmung des noch mit Passagieren besetzten Schiffes, bei der es zwei Tote gab, und seine Inbrandsetzung, nach der es über die Niagarafälle trieb, zur legitimen Selbstverteidigung. Die USA erkannten das Recht auf Selbstverteidigung grundsätzlich an. Sie bestritten aber im konkreten Fall ihr Vorliegen und machten die genannten Kriterien geltend, die von Großbritannien als maßgeblich anerkannt wurden.
Die Caroline-Kriterien wurden in der Folge bei Konflikten immer wieder von allen Seiten als Maßstab verwendet, wodurch sie zu Völkergewohnheitsrecht wurden.